# Litophasia hyalipennis
Litophasia hyalipennis är en tvåvingeart som först beskrevs av Fallen 1815.  Litophasia hyalipennis ingår i släktet Litophasia och familjen parasitflugor. Arten är reproducerande i Sverige. Inga underarter finns listade i Catalogue of Life.